# Еврика ефект
Еврика ефектът (на гръцки: heurēка, „Открих го“) е всяко неочаквано откритие или внезапно осъзнаване на решения на проблем, водещ до еврика (момента на неочаквано откритие). Еврика ефектът е също познат като „аха феномен“.
Немският термин за това е Aha Erlebnis и е измислен от Карл Бюлер. За първи път е споменат през 1907 в Tatsachen und Probleme zu einer Psychologie der Denkvorgänge I, II, III. Archiv für die gesamte Psychologie 9, 315f.